# 別爾季希夫
49°53′7″N 23°31′41″E / 49.88528°N 23.52806°E
別爾季希夫（烏克蘭語：Бердихів），是烏克蘭的村落，位於該國西部利沃夫州，由亞沃里夫區負責管轄，始建於1598年，面積1.02平方公里，海拔高度243米，2001年人口680，人口密度每平方公里664.71人。